# Ranatra
Ranatra es un género de hemípteros heterópteros de la familia Nepidae, conocidos como insectos palo acuáticos. Son predadores y usan sus fuertes patas delanteras para capturar las presas.
Son generalmente delgados, respiran a través de un par de grandes pipas respiratorias extendidas en sus colas. Comen renacuajos, pequeños peces, otros insectos, que matan con su pico, inyectando una saliva que tanto seda como comienza a digerir la presa. Invernan como adultos, la hembra pone huevos en primavera, en la vegetación; llevándoles típicamente dos a cuatro semanas en eclosionar, y los recién nacidos tardan cerca de dos meses en madurar.

Ranatra chinensis

## Especies
La Global Biodiversity Information Facility enumera:
- Ranatra absona Drake & De Carlo, 1953
- Ranatra acapulcana Drake & De Carlo, 1953
- Ranatra adelmorpha Nieser, 1975
- Ranatra aethiopica Montandon, 1903
- Ranatra akoitachta Nieser, 1996
- Ranatra ameghinoi De Carlo, 1970
- Ranatra annulipes Stål, 1854
- Ranatra attenuata Kuitert, 1949
- Ranatra australis Hungerford, 1922 (escorpión de agua del sur)
- Ranatra bachmanni De Carlo, 1954
- Ranatra bilobata Tran & Nguyen, 2016
- Ranatra biroi Lundblad, 1933
- Ranatra bottegoi Montandon, 1903
- Ranatra brasiliensis De Carlo, 1946
- Ranatra brevicauda Montandon, 1905
- Ranatra brevicollis Montandon, 1910
- Ranatra buenoi Hungerford, 1922
- Ranatra camposi Montandon, 1907
- Ranatra capensis Germar, 1837
- Ranatra cardamomensis Zettel, Phauk, Kheam & Freitag, 2017
- Ranatra chagasi De Carlo, 1946
- Ranatra chariensis Poisson, 1949
- Ranatra chinensis Mayr, 1865
- Ranatra cinnamomea Distant, 1904
- Ranatra compressicollis Montandon, 1898
- Ranatra costalimai De Carlo, 1954
- Ranatra cruzi De Carlo, 1950
- Ranatra curtafemorata Kuitert, 1949
- Ranatra denticulipes Montandon, 1907
- Ranatra digitata Hafiz & Pradhan, 1949
- Ranatra diminuta Montandon, 1907
- Ranatra dispar Montandon, 1903
- Ranatra distanti Montandon, 1910
- Ranatra doesburgi De Carlo, 1963
- Ranatra dolichodentata Kuitert, 1949
- Ranatra dormientis Zhang et al., 1994
- Ranatra drakei Hungerford, 1922
- Ranatra ecuadoriensis De Carlo, 1950
- Ranatra elongata Fabricius, 1790
- Ranatra emaciata Montandon, 1907
- Ranatra fabricii Guérin-Méneville, 1857
- Ranatra falloui Montandon, 1907
- Ranatra feana Montandon, 1903
- Ranatra fianarantsoana Poisson, 1963
- Ranatra filiformis Fabricius, 1790
- Ranatra flagellata Lansbury, 1972
- Ranatra flokata Nieser & Burmeister, 1998
- Ranatra fusca Palisot, 1820 (escorpión de agua marrón)
- Ranatra fuscoannulata Distant, 1904
- Ranatra galantae Nieser, 1969
- Ranatra gracilis Dallas, 1850
- Ranatra grandicollis Montandon, 1907
- Ranatra grandocula Bergroth, 1893
- Ranatra hechti De Carlo, 1967
- Ranatra heoki Tran & Poggi, 2019
- Ranatra heydeni Montandon, 1909
- Ranatra horvathi Montandon, 1910
- Ranatra hungerfordi Kuitert, 1949
- Ranatra incisa Chen, Nieser & Ho, 2004
- Ranatra instaurata Montandon, 1914
- Ranatra insulata Barber, 1939
- Ranatra jamaicana Drake & De Carlo, 1953
- Ranatra katsara Nieser, 1997
- Ranatra kirkaldyi Torre-bueno, 1905
- Ranatra lanei De Carlo, 1946
- Ranatra lansburyi Chen, Nieser & Ho, 2004
- Ranatra lenti De Carlo, 1950
- Ranatra lethierryi Montandon, 1907
- Ranatra libera Zettel, 1999
- Ranatra linearis (Linnaeus, 1758)
- Ranatra longipes Stål, 1861
- Ranatra lualalai Poisson, 1964
- Ranatra lubwae Poisson, 1965
- Ranatra machrisi Nieser & Burmeister, 1998
- Ranatra macrophthalma Herrich-Schäffer, 1849
- Ranatra maculosa Kuitert, 1949
- Ranatra magna Kuitert, 1949
- Ranatra malayana Lundblad, 1933
- Ranatra mediana Montandon, 1910
- Ranatra megalops Lansbury, 1972
- Ranatra mixta Montandon, 1907
- Ranatra moderata Kuitert, 1949
- Ranatra montei De Carlo, 1946
- Ranatra montezuma Polhemus, 1976
- Ranatra natalensis Distant, 1904
- Ranatra natunaensis Lansbury, 1972
- Ranatra neivai De Carlo, 1946
- Ranatra nieseri Tran & Nguyen, 2016
- Ranatra nigra Herrich-Schaeffer, 1849
- Ranatra nodiceps Gerstaecker, 1873
- Ranatra nodioeps Gerstaecker, 1873
- Ranatra obscura Montandon, 1907
- Ranatra occidentalis Lansbury, 1972
- Ranatra odontomeros Nieser, 1996
- Ranatra oliveiracesari De Carlo, 1946
- Ranatra operculata Kuitert, 1949
- Ranatra ornitheia Nieser, 1975
- Ranatra parmata Mayr, 1865
- Ranatra parvipes Signoret, 1861
- Ranatra parvula Kuitert, 1949
- Ranatra pittieri Montandon, 1910
- Ranatra protense Montandon
- Ranatra quadridentata Stål, 1862
- Ranatra rabida Buchanan White, 1879
- Ranatra rafflesi Tran & D.Polhemus, 2012
- Ranatra rapax Stål, 1865
- Ranatra recta Chen, Nieser & Ho, 2004
- Ranatra robusta Montandon, 1905
- Ranatra sagrai Drake & De Carlo, 1953
- Ranatra sarmientoi De Carlo, 1967
- Ranatra sattleri De Carlo, 1967
- Ranatra schuhi D.Polhemus & J.Polhemus, 2012
- Ranatra segrega Montandon, 1913
- Ranatra signoreti Montandon, 1905
- Ranatra similis Drake & De Carlo, 1953
- Ranatra siolii De Carlo, 1970
- Ranatra sjostedti Montandon, 1911
- Ranatra spatulata Kuitert, 1949
- Ranatra spinifrons Montandon, 1905
- Ranatra spoliata Montandon, 1912
- Ranatra stali Montandon, 1905
- Ranatra sterea Chen, Nieser & Ho, 2004
- Ranatra subinermis Montandon, 1907
- Ranatra sulawesii Nieser & Chen, 1991
- Ranatra surinamensis De Carlo, 1963
- Ranatra texana Hungerford, 1930
- Ranatra thai Lansbury, 1972
- Ranatra titilaensis Hafiz & Pradhan, 1949
- Ranatra travassosi De Carlo, 1950
- Ranatra tridentata Poisson, 1965
- Ranatra tuberculifrons Montandon, 1907
- Ranatra unicolor Scott, 1874
- Ranatra unidentata Stål, 1861
- Ranatra usingeri De Carlo, 1970
- Ranatra varicolor Distant, 1904
- Ranatra varipes Stål, 1861
- Ranatra vitshumbii Poisson, 1949
- Ranatra wagneri Hungerford, 1929
- Ranatra weberi De Carlo, 1970
- Ranatra williamsi Kuitert, 1949
- Ranatra zeteki Drake & De Carlo, 1953